# Don Ellis Wilson
Don Ellis Wilson (né le 30 avril 1944 à Davis (Oklahoma)) est un zoologiste américain. Son principal domaine de recherche est la mammalogie, en particulier les chauves-souris qu'il a étudiés dans 65 pays.

## Biographie
Wilson passe sa jeunesse dans le Nebraska, le Texas, l'Oregon et le Washington. Après ses études secondaires à Bisbee (Arizona) en 1961, il obtient un baccalauréat universitaire en sciences de l'université de l'Arizona en 1965. Il se marie en 1962 à Gainesville et fonde une famille. Encore diplômé en 1964, il fait sa première expédition sous les tropiques, où il se rendra à plusieurs reprises au cours des décennies suivantes pour étudier la faune mammifère.
Après avoir travaillé pour le National Park Service dans une tour de guet pour la lutte contre l'incendie dans le parc national du Grand Canyon pendant un été, il va à la Graduate school de l'université du Nouveau-Mexique, où il est diplômé respectivement en biologie d'une maîtrise universitaire en sciences en 1967 puis d'un Philosophiæ doctor en 1970. Au cours de cette période, il passe les mois d'été à travailler comme naturaliste pour le service des forêts des États-Unis dans les monts Sandia. Sa thèse de maîtrise porte sur les relations de cinq espèces de Peromyscus dans les monts Sandia au Nouveau-Mexique, sa thèse sur la petite chauve-souris insectivore tropicale Myotis nigricans.
De 1986 à 1988, Wilson est président de l'American Society of Mammalogists. En 1992, il est président de l'Association for Tropical Biology and Conservation. En outre, il est rédacteur en chef du Journal of Mammalogy pendant cinq ans et rédacteur en chef des publications Mammalian Species et Special Publications pendant trois ans. Il travaille dans divers comités de rédaction. Il est membre du conseil d'administration des organisations Bat Conservation International, de la Biodiversity Foundation for Africa, de l'Integrated Conservation Research et du Lubee Bat Conservancy.

## Publications
Wilson a publié plus de 270 publications scientifiques, dont le livre Mammals of New Mexico et trois monographies sur les chauves-souris. En 2005, il est co-éditeur (avec DeeAnn M. Reeder) de l'ouvrage de référence Mammal Species of the World. Depuis 2009, il est co-éditeur (avec Russell Alan Mittermeier) de la série de livres Handbook of the Mammals of the World, de la maison d'édition espagnole Lynx Edicions. En outre, il publie les livres eeAnimal, Human, Smithsonian Handbook of Mammals et Mammal pour l'éditeur Dorling Kindersley. Il rédige également un guide de terrain sur la faune des mammifères d'Amérique du Nord ainsi que l'ouvrage Smithsonian Book of North American Mammals.

## Récompenses et distinctions
Wilson a remporté plusieurs prix, notamment les Smithsonian Institution Awards pour ses contributions exceptionnelles dans le domaine de la biologie tropicale, l'Outstanding Publication Award de l'United States Fish and Wildlife Service, le prix Gerrit S.Miller du North American Symposium on Bat Research et le Hartley H. T. Jackson Award de l'American Society of Mammalogists. En outre, il reçoit la reconnaissance de l'Asociacion Mexicana de Mastozoologia pour ses réalisations scientifiques exceptionnelles et est membre honoraire de l'American Society of Mammalogists.
Une espèce de serpent, Myriopholis wilsoni, est nommé en l'honneur de Don Ellis Wilson.